# Пуголовковидные бородатки

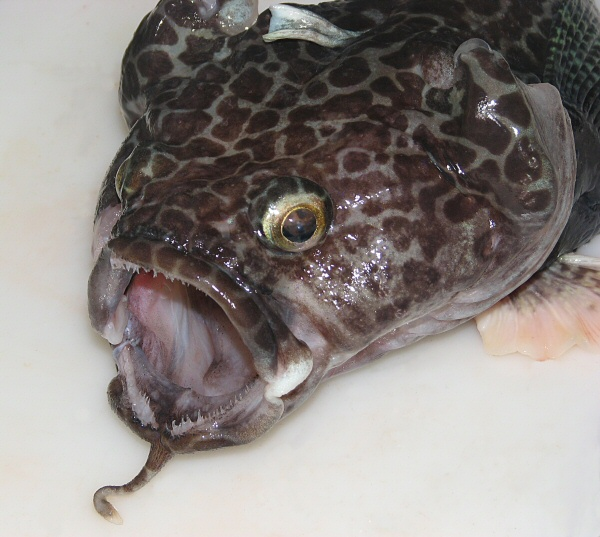
Голова бирюзовой бородатки P. tronio

Пуголовкови́дные борода́тки, или жабовидные бородатки (лат. Pogonophryne) — самый многочисленный среди нототениевидных рыб (подотряд Notothenioidei, отряд Perciformes) род морских антарктических донных рыб семейства бородатковых, или антарктических бородаток (Artedidraconidae). Латинское название рода происходит от двух латинизированных греческих слов — «бородка» (pogon), или подбородочный усик, и «жаба» (phrynos), подразумевающее внешнее сходство головы рыбы с жабой — крупной, короткорылой, широкоротой, дорсовентрально уплощенной, закругленной или трапециевидно-конической при взгляде сверху.
Распространены эти небольшие рыбы (длиной не более 37 см) циркумполярно в высоких широтах окраинных морей Антарктики и у антарктических островов. Различают прибрежные виды, населяющие относительно мелководный шельф, и глубоководные виды, обитающие в зоне батиального склона.
Согласно схеме зоогеографического районирования по донным рыбам Антарктики, предложенной А. П. Андрияшевым и А. В. Нееловым, ареал пуголовковидных бородаток находится в границах гляциальной подобласти Антарктической области.
Изредка встречаются в качестве прилова при глубоководном коммерческом промысле антарктического клыкача Dissostichus mawsoni Norman, 1937 (семейство Нототениевые Nototheniidae) донным ярусом в морях Росса и море Амундсена.

## Характеристика родаPogonophryne

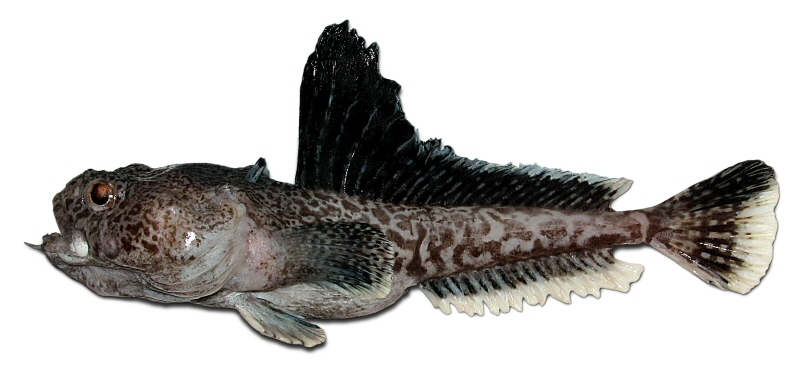
Клиноусая бородатка P. barsukovi Andriashev, 1967, самец

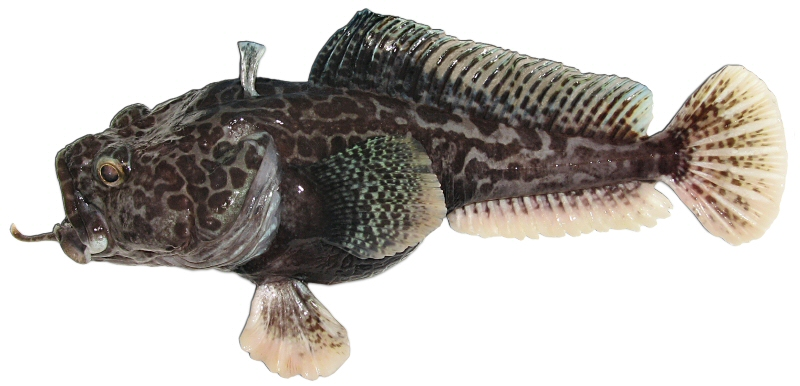
Бирюзовая бородатка P. tronio Shandikov, Eakin et Usachev, 2013, голотип, самец

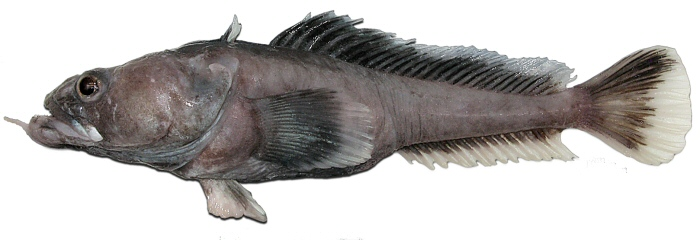
Непятнистая бородатка P. immaculata Eakin, 1981, самка

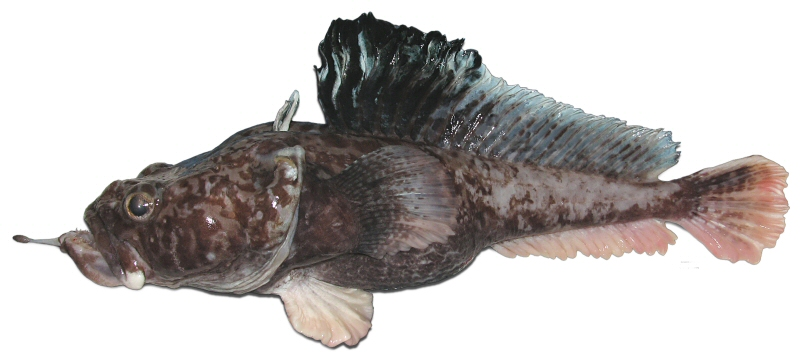
Хмелеусая бородатка P. neyelovi Shandikov et Eakin, 2013, голотип, самец

В первом спинном плавнике обычно 2 мягких колючки (редко 1 или 3), во втором спинном плавнике 23—29 лучей, в анальном плавнике 15—19 лучей, в грудном плавнике 18—22 луча, в хвостовом плавнике 8—10, обычно 9 ветвистых лучей, общее число тычинок на первой жаберной дуге 12—21, общее число позвонков 35—39.
Тело пуголовковидное, при взгляде сверху и снизу, c очень крупной, широкой, несколько уплощенной дорсовентрально головой и относительно широким межглазничным пространством (5—9 % SL). Длина рыла (предглазничное расстояние) несколько больше горизонтального диаметра орбиты, за исключением видов группы «P. marmorata», у которых передний край орбиты имеет характерный, направленный вперед, угловидный выступ, не заполненный глазом. Первый спинной плавник относительно низкий (5—14 % SL), очень короткий, расположен над жаберной крышкой, длина его наибольшей колючки всегда меньше длины наибольшего луча во втором спинном плавнике. Посттемпоральные костные гребни более или менее развиты. Подбородочный усик заметно варьирует в длину от 2 до 30 % SL, изредка рудиментарный у короткоусых видов. Вершина нижней челюсти выступает вперёд, иногда довольно сильно — обнажая зубы на симфизе, а у некоторых видов — нижнечелюстную дыхательную перепонку, а также кончик и верхнюю поверхность языка. Зубы конические, слегка загнутые назад, обычно расположенные в 1—3 (изредка до 4—5) ряда у вершин челюстей. Язык хорошо развит, крупный, его вершина может достигать переднего края верхней челюсти или выступать наружу. Дорсальная боковая линия длинная, заканчивается на уровне задней половины второго спинного плавника. Окраска боков тела и обычно верха головы у большинства видов контрастно пятнистая, без поперечных полос на боках туловища, за исключением видов группы «P. albipinna», имеющих однотонную окраску всего тела и головы, а также группы «P. scotti» — с однотонной окраской (без крупных тёмных пятен) верха головы и передней части спины перед первым спинным плавником. Половой диморфизм проявляется в более высоком втором спинном плавнике у самцов и более крупном размере самок.
В роде выделено 5 групп видов, различающихся особенностями морфологического строения и окраски: «P. albipinna», «P. barsukovi», «P. marmorata», «P. mentella» и «P. scotti».

## Распространение
Циркумполярноантарктический род, в котором насчитывается более 23 прибрежных и глубоководных видов, распространенных в высоких широтах Южного океана от побережья Антарктиды до Южных Оркнейских островов на глубинах 80—2542 м.

## Образ жизни
Малоподвижные, донные, хищные рыбы, питающиеся любой доступной животной пищей. Нерест единовременный, весенне-летний. Самцы проявляют заботу о потомстве, охраняют донную кладку икры.
Средние по размеру рыбы. Наибольшей длины достигают глубоководные виды P. neyelovi (общая длина — до 355 мм, стандартная длина — до 295 мм) и формально не описанный вид Pogonophryne sp. F (общая длина — до 364 мм, стандартная длина — до 288 мм).

## Виды
В роде насчитывается около 25 прибрежных и глубоководных видов, некоторые глубоководные виды пока формально не описаны.
- Pogonophryne albipinna Eakin, 1981 — белопёрая бородатка[11]
- Pogonophryne barsukovi Andriashev, 1967 — клиноусая бородатка, или бородатка Барсукова[12]
- Pogonophryne bellingshausenensis Eakin, Eastman et Matallanas, 2008 — лысая бородатка[13]
- Pogonophryne brevibarbata Balushkin, Petrov et Prut'ko, 2011 — короткоусая бородатка[14]
- Pogonophryne cerebropogon Eakin et Eastman, 1998 — складчатоусая бородатка[15]
- Pogonophryne dewitti Eakin, 1988 — бородатка ДеВитта[16]
- Pogonophryne eakini Balushkin, 1999 — бородатка Икина[17]
- Pogonophryne fusca Balushkin et Eakin, 1998 — тёмная бородатка[7]
- Pogonophryne immaculata Eakin, 1981 — непятнистая бородатка[18]
- Pogonophryne lanceobarbata Eakin, 1987 — копьеусая бородатка[19]
- Pogonophryne macropogon Eakin, 1981 — крупноусая бородатка[11]
- Pogonophryne marmorata Norman, 1938 — мраморная бородатка[20]
- Pogonophryne mentella Andriashev, 1967 — длинноусая бородатка[12]
- Pogonophryne neyelovi Shandikov et Eakin, 2013 — хмелеусая бородатка, или бородатка Неелова[4]
- Pogonophryne orangiensis Eakin et Balushkin, 1998 — оранжевоусая бородатка[21]
- Pogonophryne pavlovi Balushkin, 2013 — бородатка Павлова[22]
- Pogonophryne permitini Andriashev, 1967 — бородатка Пермитина[12]
- Pogonophryne platypogon Eakin, 1988 — плоскоусая бородатка[23]
- Pogonophryne scotti Regan, 1914 — бородатка Скотта[24]
- Pogonophryne skorai Balushkin et Spodoreva, 2013 — бородатка Скуры[10]
- Pogonophryne squamibarbata Eakin et Balushkin, 2000 — чешуйчатоусая бородатка[25]
- Pogonophryne stewarti Eakin, Eastman et Near, 2009 — кнутоусая бородатка, или бородатка Стюарта[26]
- Pogonophryne tronio Shandikov, Eakin et Usachev, 2013 — бирюзовая бородатка, или бородатка Тронио[3]
- Pogonophryne ventrimaculata Eakin, 1987 — пятнистобрюхая бородатка[19]

## Невалидные виды
- Pogonophryne curtilemma Balushkin, 1988 (младший синоним P. barsukovi[7])
- Pogonophryne dolichobranchiata Andriashev, 1967[12] (младший синоним P. scotti[7])
- Pogonophryne minor Balushkin et Spodoreva, 2013[27] (младший синоним P. marmorata[1][4])
- Pogonophryne orcadensis Tomo, 1981 (младший синоним P. barsukovi[7])
- Pogonophryne phyllopogon Andriashev, 1967[12] (младший синоним P. scotti[7])
- Pogonophryne velifera Eakin, 1981[18] (младший синоним P. barsukovi[7])